# Ligne 36A (Infrabel)
Pour les articles homonymes, voir Ligne 36.
La ligne 36A est une ligne de chemin de fer belge de la banlieue liégeoise.
Elle relie l'ancien faisceau de Voroux - sur le plateau Hesbignon - à la gare de formation de Kinkempois, dans la vallée de la Meuse, rive droite. Comme son numéro d'indice l'indique, elle constitue une alternative à la ligne 36 dans sa section la plus pentue (30 pour-milles), entre Ans et Liège. Réservée en principe au trafic marchandise, elle est également utilisée en cas d'incident dans les "plans inclinés" de ladite ligne. Sa vitesse de référence est de 70 km/h.

## Historique
- Jusqu'en 1863, les trains montaient et descendaient les plans inclinés de la ligne 36 avec le renfort de câbles de traction actionnés par des machines à vapeur fixes.
- un projet de ligne reliant le Val-Benoît à Fexhe-le-Haut Clocher en évitant les plans inclinés fut étudié par la Compagnie du Nord-Belge dès 1888. Les travaux ne furent cependant pas réalisés avant les années 1920[1].
- Si l'augmentation de la puissance des motrices permit de se passer de ces installations délicates, au début des années 1910, l'augmentation de la charge remorquée et la saturation du tronçon invitent la les Chemins de fer de l'État belge, puis la SNCB à construire un itinéraire de dérivation, moins pentu, mais ne desservant pas directement le centre de Liège. Un imposant viaduc est ainsi prévu au-dessus de la Meuse, entre Renory et Flémalle. Cette ligne devait s'accompagner par la mise à quatre voies de la ligne 36 entre Landen et Fexhe dans l'attente de la réalisation d'un chemin de fer direct de Tongres à Fexhe pour y faire circuler les trains de charbon venant du bassin de Campine[2] ; cette seconde ligne ne fut jamais construite.
- Les acquisitions de terrains pour la ligne de Fexhe à Kinkempois avaient déjà démarré quand la Première Guerre mondiale reporta de plusieurs années le début des travaux
- La crise de 1929 rogne les moyens de la SNCB et simultanément le trafic marchandise, rendant l'opportunité de ce contournement tout relatif. Bien que le gros œuvre soit terminé, la ligne n'est pas posée
- Fin aout 1939, une rumeur d'attaque éclair de l'armée allemande provoque le dynamitage fortuit du pont du Val-Benoît (alors unique lien ferroviaire liégeois entre les deux rives de la Meuse).
- En deux semaines, la SNCB mobilise tous ses moyens pour poser la voie et la signalisation.
- La ligne est électrifiée en 1955, en même temps que la ligne 36.

## Trafic marchandises

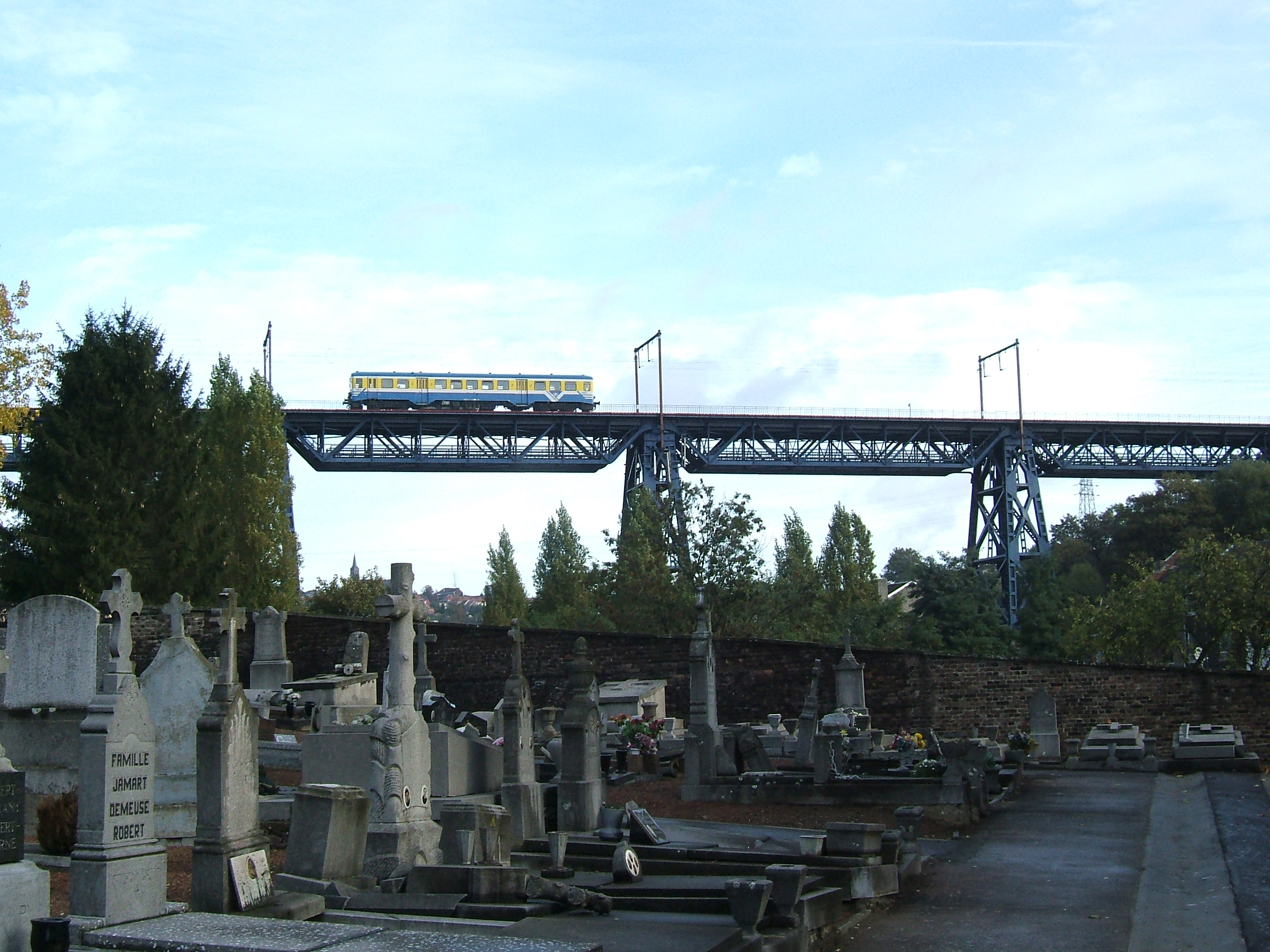
Une automotrice sur le viaduc du Horloz à Tilleur

La ligne est théoriquement réservée au trafic marchandise. Si le trafic de transit entre la Flandre - et plus spécifiquement ses ports - et l'Allemagne utilise un itinéraire plus au nord (via la ligne 24 moins accidentée), tout le trafic entre le bassin industriel liégeois et le nord du pays transite par cette ligne.

## Ouvrages d'art
Pour assurer une pente raisonnable et continue, la ligne comporte cinq tunnels et deux viaducs :
- Le tunnel de Hollogne (720 m), sous le terrain d'aviation de Bierset et l'échangeur entre l'autoroute A15/E42 et la collectrice Liège-est (A604) ;
- Le tunnel de (la rue du) Corbeau (374 m) ;
- Le viaduc métallique de Tilleur franchit une vallée où serpente la rue Nicolay ;
- Les tunnels de Horloz (132 m) et Sclessin (360 m) se succèdent et suivent immédiatement ce viaduc, sous le bourg de Horloz ;
- Le viaduc en béton de Renory franchit Sclessin et la Meuse.